# 桑名涼子
桑名 涼子（くわな りょうこ、12月24日 - ）は、トーク・クリエイター 、エッセイスト、司会者、ナレーター。

## 人物
東京都出身。
ラジオ番組のディレクターとして、編集室にこもり、たくさんの「ことば」と接しているうちに「ことば」を通して、もっとたくさんの人と関わり、たくさんの体験をしたいという思いにかられ、独立。
ケー・ウイッシュを設立して、ラジオパーソナリティー、テレビキャスター、ナレーター、司会、エッセイ、講演、執筆など「ことば」を生かした活動を主軸に、「しゃべり方のクセを直してあなたの魅力を3倍引き上げる」をコンセプトに「しゃべり力向上プロジェクト」を主宰する。
トーク心理クリエイターとして、雑誌のメンタル診断の監修やオリジナルトーク力向上コンテンツをプランニングするほか、2003年には今のテーマを知るための「RKカード」を執筆、制作
。しゃべりと個性の関係を探求し、声紋個性分析を行う。
インタビュー記事　＜キーセッション＞　「講演について」
インタビュー記事　＜ラーニング＞　　　「社長の履歴書」

## テレビ・ラジオ
- たけしと山ちゃんの国際紳士交遊録(文化放送)[7]　レポート
- 地方競馬ホット情報(ラジオ日本)[8]パーソナリティー
- 東京シティケイバインフォメーション(MXテレビ)　キャスター
- 健康家族ABC(MXテレビ)　ナレーション・レポート
- 住みたい家(CS)　聞き手
- パワー・ベイモーニング・アクティブスポーツコラム(bay-fm)[9]コメンテーター
- 大学探訪(朝日ニュースター)　司会
- 地方競馬新春スペシャル(千葉テレビ)　司会
- 桑名涼子の9時間ワイド(FM水戸)　パーソナリティー・構成
- キラキラスタイル(FM横浜)　パーソナリティー・構成　　他

## 雑誌・新聞
- FRaU(講談社)　「愛のまほろば診断」メンタル診断監修[10]
- FRaU(講談社)　「パワーカラー診断」メンタル診断監修[11]
- 週刊女性「実年齢と肌年齢」(主婦と生活社)：コラム[12]
- 25ansウエディング「あなたらしさが伝わる言葉でゲストを魅了して」(ハースト婦人画報社)：アドバイス[13]
- BAILA「アラサー人生転換期 Q&A」(集英社)：アドバイス[14]
- B-ing「知らなきゃ損する内定のコツ」(リクルート)：アドバイス
- 日経WOMAN「女子力アッププログラム」(日経PB社)：アドバイス[15]
- FRaU「ジャストフィットするバスツアーを探せ」(講談社)：心理テストチャート
- 川崎プロムナード(夕刊フジ)
- 涼子の思い入れ1・2(報知新聞)
- 涼子の探偵局(報知新聞)
- 週刊ファンファーレ「桑名涼子の馬事リコ風味」(報知新聞)
- FLASH競馬の達人「桑名涼子の馬好きタレント交遊録」(光文社) 他

## CM（ラジオ・テレビ）
- J-Phone
- NTT DoCoMo
- 旺文社LL教室
- アニメ大博覧会
- ハウスオーザックシャウト
- 郵便局 ゆうパック
- 神奈川工科大学
- 横浜ハウジングセンター
- 三井物産  他

## 書籍
- ユンユンの大好きな人(双葉社)　2002年12月24日発行
- モテる！　美人トーク（ファストブック出版）2019年1月1日発行
- あの娘にも彼氏がいる理由（双葉社）2007年9月1日発行
- 逆向思想で人生を遊ぶ＜共著＞（一般社団法人日本電子書籍技術普及協会）2021年10月1日発行

## CD
・トークCD 「独創思考　～マイノリティの面白さを味わいつくす～」（k-wish）

## ビデオ・DVD・CD ナレーション
- 森永製菓株式会社
- ダイハツ工業株式会社
- JRA日本中央競馬会
- 東京商工会議所
- 株式会社学習研究社
- 株式会社旺文社
- 日精株式会社CSパーキング
- 東京都水道局
- 株式会社ストレージテック
- 中野区役所
- 神奈川工科大学
- 株式会社ごま書房
- フォレスト出版株式会社　　他